# Wilanów
Wilanów és un dzielnica (districte) de Varsòvia. És el districte amb menys habitants de Varsòvia però un dels més grans. El districte està situat en la ribera occidental del riu Vístula. El districte és conegut pel Palau de Wilanów, un dels edificis més representatius de Varsòvia. L'1 de gener de 2019, el nombre d'habitants de Wilanów era de 40.060.

## Història
El primer esment d'un assentament a la zona es remunten al segle xiii, quan un poble anomenat Milanów va ser fundat pel monestir benedictí de Płock. El 1338 es va convertir en una propietat privada dels ducs de Mazòvia i el 1378 la va adquirir el Príncep Janusz I de Varsòvia, que l'hi va donar a un dels seus serfs. Va ser ell qui va establir la primera mansió i una capella en el llogaret. Els seus descendents van adoptar el nom Milanowski, que més tard prendria el nom del poble.
Al segle xvii, el poble va ser comprat per la família d'Estanislau I Leszczynski, que va dirigir la construcció d'un nou palau; no obstant això, les obres es van aturar per un fort diluvi, i quan l'exèrcit de Suècia va saquejar la zona per complet. El 1676 el llogaret despoblat va ser comprada pel rei Joan III Sobieski. Aquest últim construiria el Palau de Wilanów, encara que el palau es deia en el seu inici Villa Nova, per distingir-la de la propera localitat de Stara Wies (Poble Vell). No obstant això, el nom es va canviar a Wilanów, similar al de Milanów establert anteriorment.
Gràcies a la proximitat entre Varsòvia i Wilanów, el palau va passar a ser la residència d'estiu dels reis. També aquí es va establir el final de la Ruta Reial. Al segle xviii, el palau va passar a ser propietat de Hetman Adán Mikołaj Sieniawski. El 1863, després de la caiguda de la revolta de gener, les autoritats russes van introduir una nova divisió administrativa, fent de Wilanów la capital de tots els municipis situats al sud del riu Vístula. Aquí es va fundar la companyia de proveïdors d'aliments més importants de Polònia i el 1890, gràcies a l'arribada del ferrocarril, es va obrir una companyia per al transport de passatgers i d'aliments.
Després de la Segona Guerra Mundial, els palaus, inclòs el de Wilanów, van ser ocupats per les autoritats comunistes de Polònia. El palau de Wilanów va ser convertit en museu. El 1951 es va incorporar Wilanów a Varsòvia. Inicialment, era una localitat separada de la capital polonesa, i des de 1976 està fusionada amb la ciutat de Mokotów.